# James Forrester
James Forrester (Oxford, 9 febbraio 1981) è un ex rugbista a 15 britannico, terza linea centro nazionale inglese, che disputò tutta la sua carriera professionistica nel Gloucester, in English Premiership, fino al precoce ritiro per infortunio a 27 anni.

## Biografia
Nativo di Oxford, Forrester iniziò la pratica rugbistica a scuola e fin dalla preadolescenza militò nel Bicester. Nell'ultimo anno delle superiori (1999) mancò di poco la convocazione nell'Inghilterra U-18, ma pochi mesi dopo fu ingaggiato dal Gloucester, con cui esordì in prima squadra nella stagione 2000-01.
Dopo aver disputato alcuni incontri nella selezione nazionale U-21, nel 2002 fu chiamato dall'Inghilterra “A” con la quale esordì a Bristol contro i pari categoria gallesi. Nel giugno successivo Forrester fu convocato dall'Inghilterra maggiore per un match non ufficiale contro i Barbarians a Twickenham, nel corso del quale segnò una meta al termine di una corsa di 65 metri.
Una serie di infortuni tra il 2002 e il 2004, inclusa un'operazione al gomito ne preclusero la possibilità di essere proficuamente utilizzato in Nazionale maggiore. In aggiunta a ciò, nel 2004 un infortunio alla spalla durante un incontro a livello di Nazionali A tra Inghilterra e Francia lo tenne fuori fino all'estate di quell'anno. Il primo test match ufficiale con l'Inghilterra maggiore fu da subentrato nel Sei Nazioni 2005, contro il Galles.
Sono state due in totale, a tutt'oggi, le presenze ufficiali di Forrester con la selezione inglese.
A livello di club, tra gli episodi più notevoli della carriera di Forrester si può senza dubbio annoverare la conquista dell'European Challenge Cup 2005-2006, vinta con una sua meta segnata nei tempi supplementari della finale.
Alla fine della stagione di Premiership 2006-07 incorse in un grave infortunio al ginocchio dal quale non si riprese mai completamente, cosa che lo costrinse al ritiro un anno dopo, a soli 27 anni, senza essere più sceso in campo; dopo il ritiro forzato è divenuto mediatore finanziario e si è trasferito a Singapore, dove esercita tale nuova attività.

## Palmarès
- Coppe Anglo-Gallesi: 1
Gloucester: 2002-03
- Challenge Cup: 1
Gloucester: 2005-06